# Sección de Halterofilia del Real Madrid Club de Fútbol
La sección de Halterofilia del Real Madrid Club de Fútbol, conocida también como sección de "pesos y alteras" pese a permanecer extinta en la actualidad, es una de las secciones más longevas y exitosas del club.

## Historia
Una de las secciones más longevas del club, que saltó a la fama en especial gracias al actor y exdeportista Jacinto Molina Álvarez que compitió en la sección, hecho por el que se sentía especialmente orgulloso con el que conquistó varios títulos haciendo grande a esta sección. Años más tarde, el Club le brindó un sentido homenaje.
La “Copa del Generalísimo”, igual que en la mayoría de los deportes, es la antecesora de la actual “Copa del Rey”. A pesar de que la halterofilia es un deporte individual, esta competición se disputa por equipos. El Real Madrid se proclamó Campeón de España; concretamente se impuso en el campeonato por clubs (denominado entonces “Copa del Generalísimo”), en sus cinco primeras ediciones, las que transcurrieron entre 1957 y 1961.
En las filas del Real Madrid, de halterofilia, estaban algunos de los mejores levantadores españoles de la época, como Enrique Gómez de Salazar (7 veces campeón de España de levantamiento de peso y medalla de oro en los Juegos de Beirut), Jacinto Molina, Luis Ortiz de la Torre, José Luis Izquierdo o Antonio Cerdán. También formaron parte del equipo otros conocidos halterófilos de la época como Juan José Álvarez de Lorenzana, Ángel Martínez o los también lanzadores Miguel de la Quadra Salcedo, que fue campeón de España de lanzamiento de disco, y Elorriaga, campeón de España de lanzamiento de martillo. A excepción de Álvarez de Lorenzana (que lo hizo en dos ocasiones). El entrenador era Manuel Conesa.

## Palmarés

### Nacionales
- 5 Campeonato de España de Clubes

1957, 1958, 1959, 1960 1961.
- 1 Campeonato de España Peso Medio

Jacinto Molina (1960).
- 2 Campeonato de España Peso Gallo

E. Gómez de Salazar 1957, (1960).
- 2 Campeonato de España Pesado Ligero

Luis Ortiz de la Torre (1957),, (1960).
- 1 Campeonato de España Pesado Fuerte

Cerdán (1960).

### Otros torneos
- "1 Torneo Social Real Madrid"

Luis Ortiz de la Torre 1959.
- Torneos Regionales

Varios.

## Enlaces de interés
- Real Madrid Club de Fútbol
- Real Madrid de Baloncesto
- Secciones Históricas Desaparecidas del Real Madrid C. F. http://www.facebook.com/Secciones, en Facebook.